# Minh Nguyen
Minh Van Nguyen is een Amerikaans professioneel pokerspeler van Vietnamese afkomst. Hij won onder meer het $1.500 Seven Card Stud Hi-Lo Split-toernooi van de World Series of Poker 2003 (goed voor een hoofdprijs van $106.020,-) en het $1.500 Pot Limit Hold'em-toernooi van de World Series of Poker 2004.
Nguyen is een neef van profpokeraar Men Nguyen. Hij verdiende tot en met juni 2014 in totaal meer dan $2.200.000,- in pokertoernooien, cashgames niet meegerekend.

## Wapenfeiten
Nguyen won van 1993 tot en met 2002 meer dan $200.000,- aan prijzengeld op tientallen toernooien in onder meer Las Vegas, Los Angeles, Palm Springs, Lake Elsinore en Inglewood voor hij voor het eerst in de prijzen viel op de World Series of Poker (WSOP). Hij speelde zich in het geld in drie verschillende Hold'em-toernooien van de World Series of Poker 2002, waaronder met een 24e plaats in het Main Event.
Op de World Series of Poker 2003 verbeterde Nguyen zijn prestaties met een elfde plaats in het Main Event en door in het $1.500 Seven Card Stud Hi-Lo Split-toernooi zijn eerste WSOP-titel te winnen. Een jaar later won hij voor de tweede keer een WSOP-toernooi én bereikte hij finaletafels in het $2.000 Limit Hold'em- (derde), het $1.500 Seven Card Stud- (zevende) en het  $5.000 Omaha Hi-Lo Split World Championship-toernooi (achtste) van de World Series of Poker 2004. Nguyens zesde en zevende finaletafel volgden op de World Series of Poker 2005. Daarop werd hij tweede in het $1.500 No Limit Hold'em-toernooi (achter Mark Seif) en zevende in het $1.500 Seven Card Stud. Gedlprijzen volgden ook op de WSOP 2007 en 2008, maar deze keer zonder plaatsing aan de laatste tafel.
Naast zijn WSOP-resultaten behaalde Nguyen enkele resultaten op de World Poker Tour. Zo werd hij achtste in het $10.000 WPT - No Limit Hold'em-toernooi van de World Poker Finals 2005 en 31e in het $10.000 WPT Main Event - No Limit Hold'em van The Mirage Poker Showdown 2006. Buiten de WPT en WSOP won Nguyen onder meer het $100 No Limit Hold'em-toernooi van de Big Poker Oktober 2004 (goed voor $37.925,-) en het $300 No Limit Hold'em California State Poker Championship 2008 ($81.481,-)

## WSOP-titels
| Jaar                       | Toernooi                           | Prijs      |
| -------------------------- | ---------------------------------- | ---------- |
| World Series of Poker 2003 | $1.500 Seven Card Stud Hi-Lo Split | $106.020,- |
| World Series of Poker 2004 | $1.500 Pot Limit Hold'em           | $155.420,- |